# Wedding Album
Wedding Album — є третім і останнім у серії з трьох експериментальних альбомів Джона Леннона та Йоко Оно. Він послідував за Unfinished Music No. 1: Two Virgins та Unfinished Music No. 2: Life with the Lions. У Британії альбом вийшов під назвою «John and Yoko», без зазначення прізвищ. У Сполучених Штатах альбом вийшов під назвою «John Ono Lennon & Yoko Ono Lennon».

## Запис
«John & Yoko» на першій стороні, це запис, зроблений 22 та 27 квітня 1969 року. На ньому Леннон та Оно, які вигукують імена один одного, використовуючи різні рівні гучності, темпу та емоцій, під звуки биття своїх сердець. Обидва записували на окремі мікрофони. Леннон описав серцебиття як «африканські барабани», а твір — «як розширену, дуже екстремальну версію John and Marsha, яку багато років тому випустив Стен Фреберг. Від неї волосся стає дибки». 1 травня 1969 року Леннон змонтував їх разом.
«Amsterdam», друга сторона, була записана першою, в готельному номері готелю Hilton в Амстердамі, протягом 25-31 березня 1969. Твір складається з інтерв'ю, що пояснюють їхню кампанію за мир, розмов і записаних звуків під час медового місяця пари «Bed-In». Рання форма того, що згодом стане «John John Let's Hope for Peace», утворює початок «Amsterdam». Було також чотири інші музичні інтермедії, включаючи виконання Ленноном композиції в стилі блюз на акустичній гітарі зі словами «Goodbye Amsterdam Goodbye». Оно співає «Grow Your Hair», пісню про мир. Леннон акапельно співає короткий уривок з пісні The Beatles «Good Night». Остання інтермедія — це коротке декламування слів «Bed peace» і «Hair peace».
Уривки та інтерв'ю з «Bed-In» Леннона та Оно були випущені як промо 7-дюймові вінілові платівки на лейблі Bell.

## Реліз та сприйняття
Wedding Album спочатку вийшов на лейблі Apple 20 жовтня 1969 року в США і 7 листопада 1969 року у Великій Британії. Платівка вийшла у вигляді вишуканого бокс-сету, оформленого Джоном Кошем, що включав набір фотографій, малюнки Леннона, репродукцію свідоцтва про шлюб, зображення шматка весільного торта (в білому рукаві) і буклет з вирізками з преси про пару. Альбом також містив сумку з плівки з принтом «Bagism». Альбом не потрапив до хіт-параду у Великій Британії, але зумів досягти піку на 178-му місці в США, протримавшись у чартах три тижні. Щодо обмеженого успіху, Леннон пізніше сказав: «Це було схоже на те, що ми розділили наше весілля з усіма, хто хотів розділити його з нами. Ми не очікували, що з нього вийде хітовий запис. Це було більше… тому ми назвали його Wedding Album. Знаєте, люди роблять весільний альбом, показують його родичам, коли вони приїжджають. Ну, наші родичі — це… те, що ви називаєте фанатами, або люди, які слідкують за нами на вулиці. Тож це був наш спосіб дозволити їм приєднатися до весілля». Альбом був доступний на вінілі, касеті та 8-трековій касеті, кожна з яких мала однакову розкішну упаковку. Альбом також рекламувався через друковану рекламу в журналах, чого не було з попередніми двома альбомами Леннона та Оно. Альбом був перевиданий у 1997 році на лейблі Rykodisc з трьома бонусамии — два з них були бі-сайдами гурту The Plastic Ono Band, створеного Оно. У березні 2019 року альбом було перевидано знову на лейблі Шона Леннона Chimera у співпраці з Secretly Canadian. Це видання було випущено з двома оригінальними треками. Реліз був присвячений 50-річчю знаменитої акції Bed-In в амстердамському готелі Hilton у березні 1969 року.
Критику Річарду Вільямсу з Melody Maker було надано два односторонні тестові примірники для його рецензії (яка з'явилася на першій сторінці випуску від 15 листопада). Кожен з них мав порожню сторону, на якій містився лише тестовий сигнал інженера, але Вільямс прийняв його за подвійний альбом. У своїй рецензії він зазначив, що друга і четверта сторони повністю складалися «з одних і тих же тонів, імовірно, створених електронним способом», і що висота нот дещо змінювалася. Леннон і Оно надіслали Вільямсу телеграму, в якій подякували йому за рецензію і запис: «Ми обидва відчуваємо, що це перший випадок, коли критик перевершив митця. Ми не жартуємо.».

## Трек-лист
| Сторона 1 | Сторона 1     | Сторона 1  |
| #         | Назва         | Тривалість |
| --------- | ------------- | ---------- |
| 1.        | «John & Yoko» | 22:44      |

| Сторона 2 | Сторона 2   | Сторона 2  |
| #         | Назва       | Тривалість |
| --------- | ----------- | ---------- |
| 2.        | «Amsterdam» | 25:00      |

| Бонусні треки на CD | Бонусні треки на CD                                                 | Бонусні треки на CD |
| #                   | Назва                                                               | Тривалість          |
| ------------------- | ------------------------------------------------------------------- | ------------------- |
| 3.                  | «Who Has Seen the Wind?»                                            | 2:05                |
| 4.                  | «Listen, the Snow Is Falling»                                       | 3:25                |
| 5.                  | «Don't Worry Kyoko (Mummy's Only Looking for Her Hand in the Snow)» | 2:15                |

## Персоналії
- Джон Леннон — гітари, клавішні, звуки серцебиття, вокал
- Йоко Оно — вокал, раритетні звуки, звуки серцебиття
- Клаус Воорманн — електрогітара, бас-гітара (трек 4)
- Нікі Гопкінс — піаніно, оркестрові дзвони (трек 4)
- Г'ю МакКракен — піаніно, оркестрові дзвони (трек 4)